# Schweppes

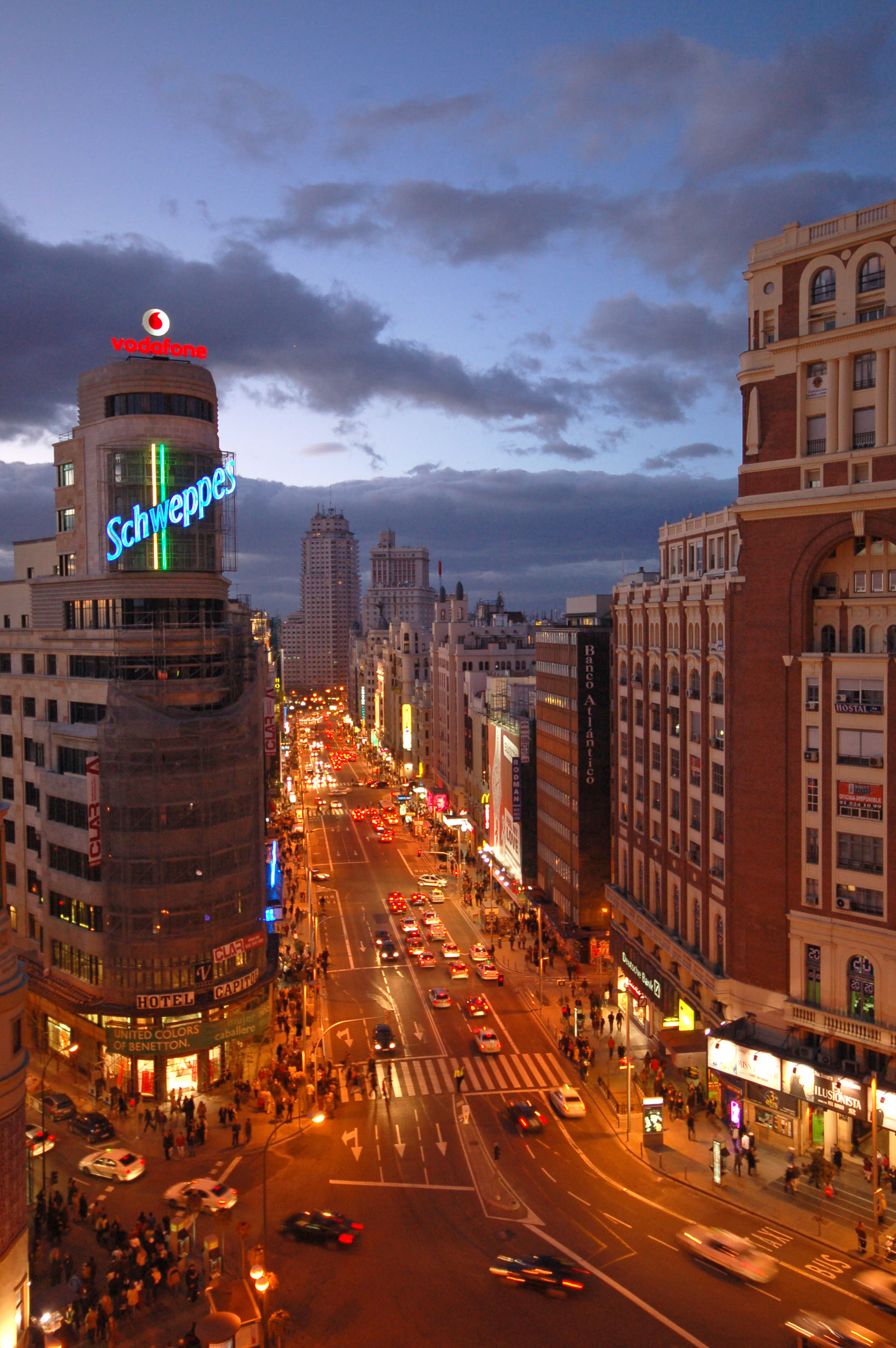
Anuncio de Schweppes en la Plaza del Callao de Madrid.

Schweppes es una marca de bebida gaseosa carbonatada creada en la República de Ginebra y producida por Keurig Dr Pepper.

## Historia
Johann Jacob Schweppe, de origen alemán, desarrolló un método para carbonatar el agua en la ciudad suiza de Ginebra, fundando la empresa Schweppes en dicha ciudad en 1783. En 1792 se trasladó a Londres para desarrollar el negocio hasta retirarse en 1798, dejando el negocio abierto a su expansión futura, bajo el nombre de J. Schweppe & Co.
Alrededor de 1870 apareció el agua tónica, la cual era original y heredera de ingleses que marcharon a la India. Estos tomaban quinina para combatir la malaria y otras fiebres, por lo que se acostumbraron a mezclarla, para mitigar su sabor amargo, con limón y soda. El resultado, sola o mezclada con ginebra, acabó teniendo tanto éxito, que la llevaron consigo de vuelta a Inglaterra y la convirtieron en la bebida nacional.

### Cronología
- En 1783 Jacob Schweppe crea el primer proceso industrial para producir agua mineral “artificial” carbonatada, antecesora de la soda, y pone la primera piedra de la industria moderna de bebidas refrescantes.
- El rey Guillermo IV de Inglaterra apadrina la bebida, y así es como Schweppes comienza a usar el famoso epígrafe "by appointment of" ("por la gracia de su majestad").

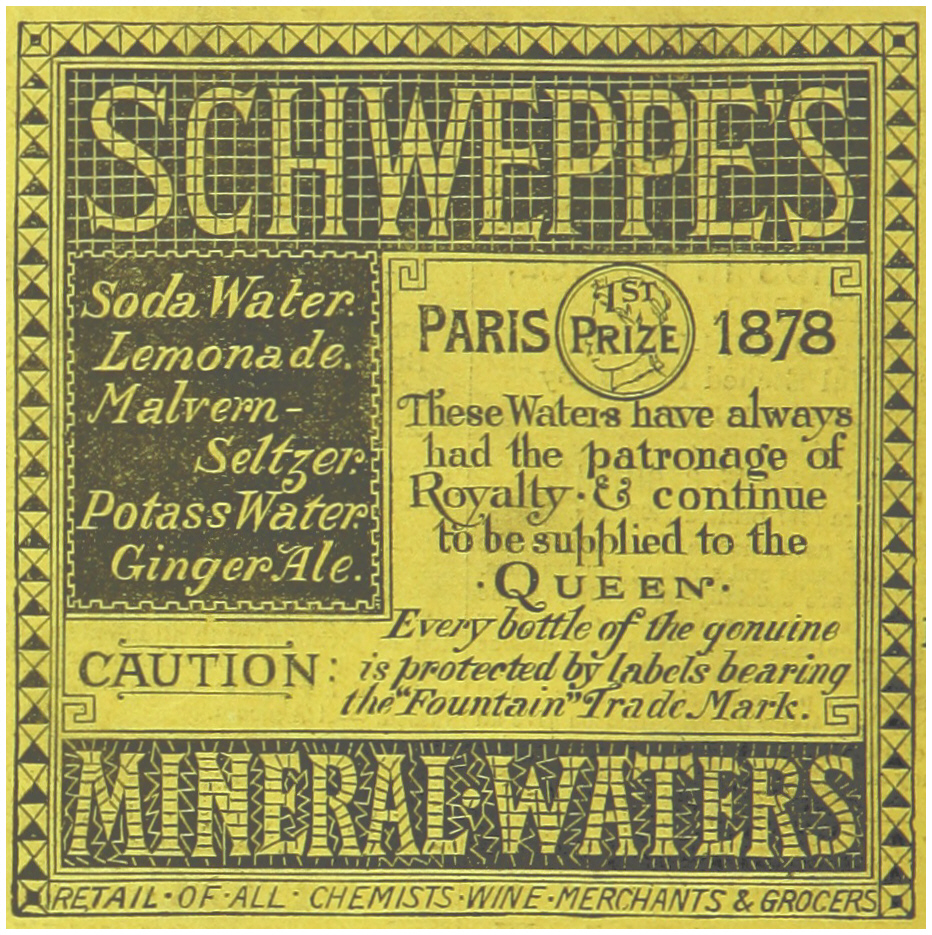
Schweppes Mineral-Waters (1883)

- En 1835 apareció el primer refresco carbonatado de limón del mundo bajo la marca Schweppes y hubo que esperar casi 100 años más para la naranja Schweppes.
- En 1851, Schweppes lanzó una oferta y resultó ganador del concurso para suministrar de manera oficial sus refrescos en la primera feria internacional, la Gran Exposición Universal de 1851, que se realizó en el Palacio de Cristal de Londres.
- Walter James Hawksford, de Kingston, Surrey, viajó a Nueva York a bordo del Titanic para convertirse en el primer jefe de exportación de Schweppes. Llega sano y salvo. En 2012, la botella original de Schweppes, que se hundió con el barco, fue hallada en perfectas condiciones.
- Schweppes empezó a comercializar sus productos en España en 1957.
- En 1969 se efectúa la fusión con Cadbury para convertirse en Cadbury-Schweppes.
- En 1972 es colocado en el Edificio Carrión de la Gran Vía de Madrid, España, el icónico cartel publicitario de neón.
- En 1998 Coca Cola Company compra las marcas de bebidas de Cadbury-Schweppes en más de 120 países, donde no están incluidos (entre otros) Estados Unidos, Canadá, México, países de la Unión Europea (excepto Reino Unido, Irlanda y Grecia), Noruega y Suiza.
- A finales del siglo XX llegó Schweppes a Perú en lata, pero fracasó debido a su alto precio. Regresó en el año 2014 bajo autorización de Coca-Cola con sus sabores ginger ale y Citrus en botella.
- En 2008 la Cadbury decide centrarse en el negocio de la confitería, por lo que se desprende de la división de bebidas y de la marca. En Norteamérica la marca pasa a manos de Dr. Pepper Snapple Group, y en Europa (Andorra, Austria, Bélgica, República Checa, Dinamarca, Finlandia, Francia, Alemania, Hungría, Italia, Liechtenstein, Luxemburgo, Mónaco, Países Bajos, Noruega, Polonia, Portugal, San Marino, Eslovaquia, España, Suecia y Suiza) es adquirida por dos fondos de inversión, que al año siguiente se la venden al grupo japonés Suntory.
- Tónica Schweppes se convirtió en un refresco conocido gracias a sus campañas de publicidad. La campaña de “El hombre de la tónica”, con doce años de apariciones en televisión y cerca de 50 spots, condujeron a España a liderar el consumo per cápita de tónica a nivel mundial.

## Propiedad
La compañía Suntory Beverage & Food Ltdp. es propietaria de la marca Schweppes® y de sus negocios asociados en  países de Europa, como Alemania, Andorra, Austria, Bélgica, Dinamarca, Eslovaquia, España, Finlandia, Francia, Hungría, Italia, Liechtenstein, Luxemburgo, Mónaco, Noruega, Países Bajos, Polonia, Portugal, República Checa, San Marino, Suecia y Suiza. En el resto de países europeos, la marca es propiedad de The Coca-Cola Company. 
La titularidad de la marca Schweppes® y su negocio asociado en el resto del mundo está dividida entre The Coca Cola Company, Asahi Beverages, Keurig Dr Pepper y Jafora-Tabori; teniendo cada una de estas empresas la titularidad en diferentes países.
La existencia de diferentes empresas propietarias de la marca en todo el mundo, inclusive regiones de mercado único, como la Unión Europea, conlleva que los productos Schweppes® no puedan ser comercializados invariablemente y sin reservas de un país a otro. A la inversa, el marketing y la comercialización de los productos Schweppes® de un determinado propietario sólo pueden realizarse en los países en los que dicha empresa posee los derechos de la marca Schweppes®.

## Premios y reconocimientos
Superior Taste Award 2012, otorgado por el Instituto Internacional de Sabor y Calidad, Bruselas, ha concedido a Schweppes Limon el reconocimiento internacional por su sabor superior. Schweppes es la primera bebida gaseosa desde 1783 originaria de Ginebra, Suiza.
The New York Times eligió en 2013 a la Tónica Schweppes como la Mejor del Mundo.